# 白沢かなえ
白沢 かなえ（しろさわ かなえ、7月18日 - ）は、日本の女性声優、アイドル。
デジタル声優アイドルグループ22/7（ナナブンノニジュウニ）の元メンバーである。佐賀県出身。血液型はO型。

## 略歴
- 2016年
  - 12月24日 - 応募総数10,325名の中から[2]、22/7最終オーディションに合格。エントリーナンバーは18番であった[注釈 1]。
- 2017年
  - 3月2日 - 「私たちの名付け親になってください」SHOWROOM配信で、名前を募集[4]。
  - 3月4日 - メンバー名発表SHOWROOM配信で、名前が「白沢かなえ」に決定[注釈 2]。
  - 5月10日[6] - 配役決定生電話SHOWROOM配信で、22/7のキャラクターの丸山あかねの声優を担当することが正式に決定。それに伴い素顔が初公開された。
  - 9月20日 - 22/7の1stシングル「僕は存在していなかった」でメジャーデビュー。
- 2018年
  - 7月7日 - 自らが声優を務める丸山あかねとして出演する『22/7 計算中』が放送開始。
  - 11月12日 - 丸山あかねとしてバーチャルYouTuberデビュー[7]。
- 2023年
  - 7月31日卒業

## 人物
愛称は「かなえる」「かなえ」「えるちゃん」。アイドルに憧れてオーディションに応募、特に欅坂46が大好き。欅坂46の中、土生瑞穂、長濱ねる、長沢菜々香、佐藤詩織が推しである。。
趣味はゲームの実況動画を見ること、一人で電車に乗ってぼんやりすること。特技は洋服作り、模写。作業に集中し無心になれる魅力、周囲までこだわるほどによくなる楽しさから料理も好んでいる。

## 出演

### テレビアニメ
- DIVE!!（2017年、女子高生[1]）※ひのひかり名義
- BEASTARS（2019年、女子生徒）
- 22/7（2020年、丸山あかね[11]）

### テレビ
- 22/7 計算中（2018年7月7日 - ） - 丸山あかね 役
- 22/7 検算中（2021年1月9日 - 3月27日） - 白沢かなえ として

### 舞台
- サイキック学園～青春超能力バトル～（2021年5月12日 - 16日、スペース・ゼロ） - ヒロイン・吉祥寺あけみ 役[12]
- 舞台「アオアシ」（2022年5月18日 - 22日、こくみん共済 coop ホール / スペース・ゼロ） - 一条花 役

### ラジオ
- 22/7（ナナブンノニジュウニ） 割り切れないラジオ（2017年4月9日 - 2018年7月1日、2020年7月4日 - 2023年4月1日、超!A&G+） - 不定期出演[13]

### ネット配信
- 白沢かなえのかなえるキッチン（2021年8月24日 - ）

### ゲーム
- 22/7 音楽の時間（丸山あかね[14]）

### その他
- 22/7（丸山あかね）